# Ежо
Ежо (фр. Eyjeaux) насеље је и општина у централној Француској у региону Лимузен, у департману Горња Вијена која припада префектури Лимож.
По подацима из 2005. године у општини је живело 1 142 становника, а густина насељености је износила 47 становника/km². Општина се простире на површини од 24,23 km². Налази се на средњој надморској висини од 350 метара (максималној 453 m, а минималној 260 m).

## Демографија
| 1962. | 1968. | 1975. | 1982. | 1990. | 2011. |
| ----- | ----- | ----- | ----- | ----- | ----- |
| 608   | 587   | 656   | 768   | 828   | 1.198 |

График промене броја становника у току последњих година